# Granaiola
Granaiola (già Granajola o Granajolo) è una frazione del comune italiano di Bagni di Lucca, nella provincia di Lucca, in Toscana.

## Storia
Il borgo di Granaiola è ricordato per la prima volta in un documento del 793 e poi di nuovo negli 808 e 847, dove è menzionato come dipendente del piviere di Controne. Nel X secolo fu possedimento dei nobili versiliesi di Vallecchia e Corvaia, per poi passare sotto il dominio dei Suffredinghi. Passò alla vicaria di Coreglia di Francesco Castracani degli Antelminelli nel XIV secolo.
Nel 1513 nacque a Granaiola il compositore Nicolao Dorati. Granaiola ricevette la visita di Michel de Montaigne la domenica del 10 settembre 1581, come egli stesso dà notizia. Nel 1833 il borgo di Granaiola contava 274 abitanti.
Prima di divenire frazione di Bagni di Lucca alla fine del XIX secolo, Granaiola era compresa nel comune di Borgo a Mozzano.

## Monumenti e luoghi d'interesse
- Chiesa di San Michele, chiesa parrocchiale della frazione, di origine romanica.[3][5] Il campanile è stato restaurato nel 1887.[3][5] La chiesa si presenta a navata unica con facciata a capanna; all'interno, un coro ligneo del 1801 e un organo di Domenico Pucci di Lucca del 1821.[3][5]
- Oratorio della Madonna della Neve (XVIII secolo)